# Lysasterias
Genre
Lysasterias est un genre d'étoiles de mer de la famille des Asteriidae. Toutes les espèces vivent en Antarctique et dans les îles subantarctiques.

## Liste des espèces
Selon World Register of Marine Species (21 janvier 2015) :
- Lysasterias adeliae (Koehler, 1920)
- Lysasterias belgicae (Ludwig, 1903)
- Lysasterias chirophora (Ludwig, 1903)
- Lysasterias digitata A.M. Clark, 1962
- Lysasterias hemiora Fisher, 1940
- Lysasterias heteractis Fisher, 1940
- Lysasterias joffrei (Koehler, 1920)
- Lysasterias lactea (Ludwig, 1903)
- Lysasterias perrieri (Studer, 1885)

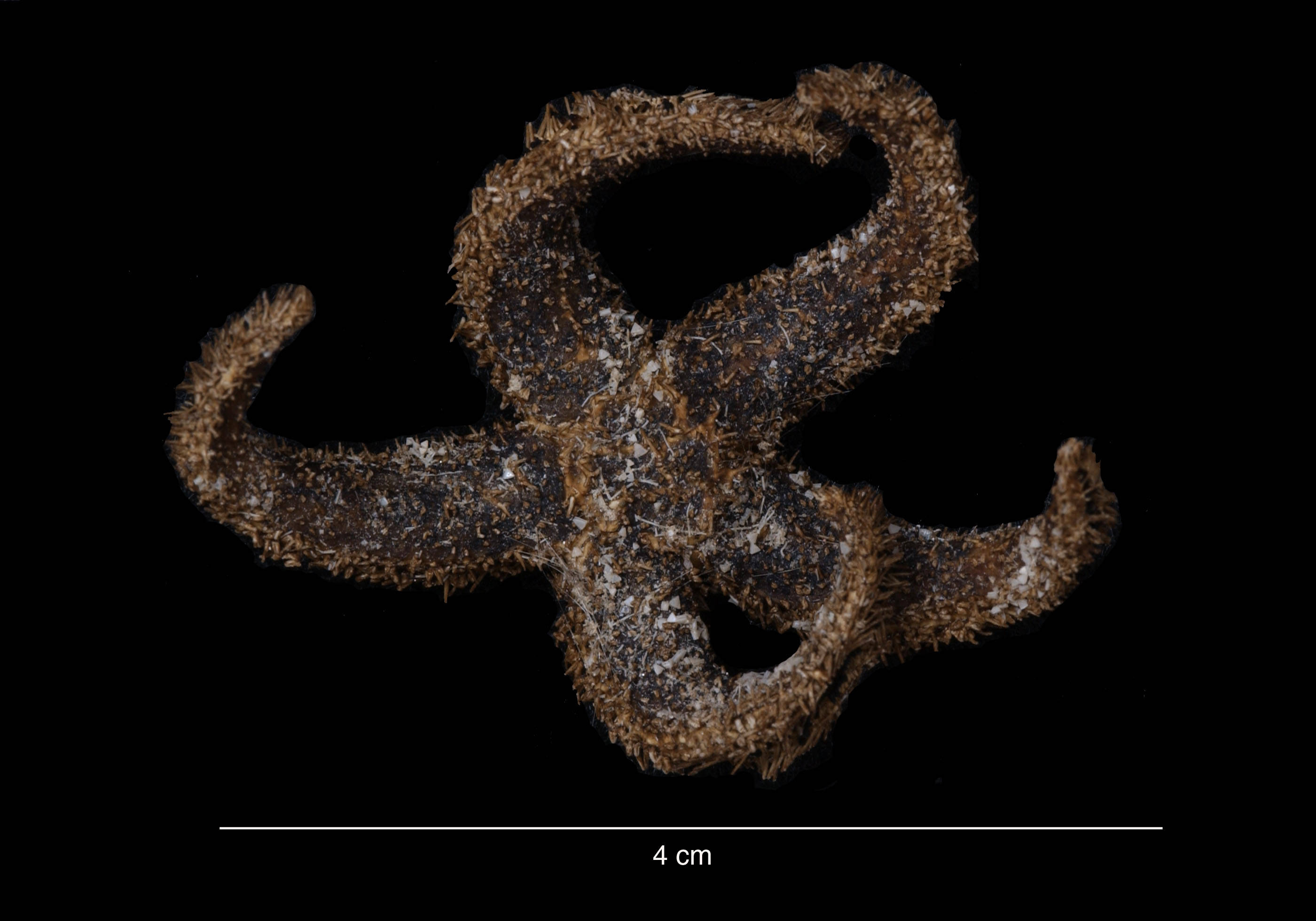
Lysasterias adeliae.
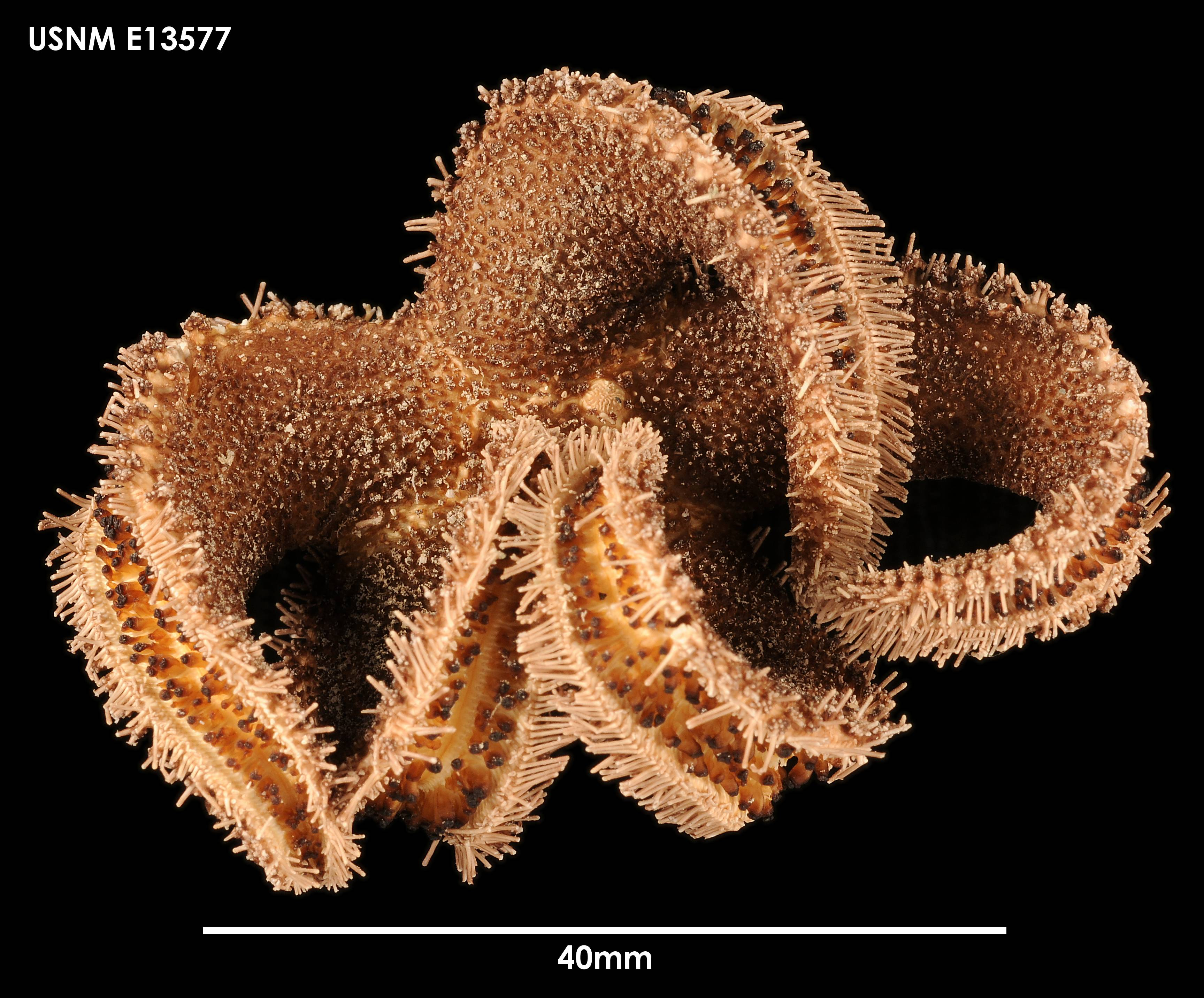
Lysasterias belgicae.
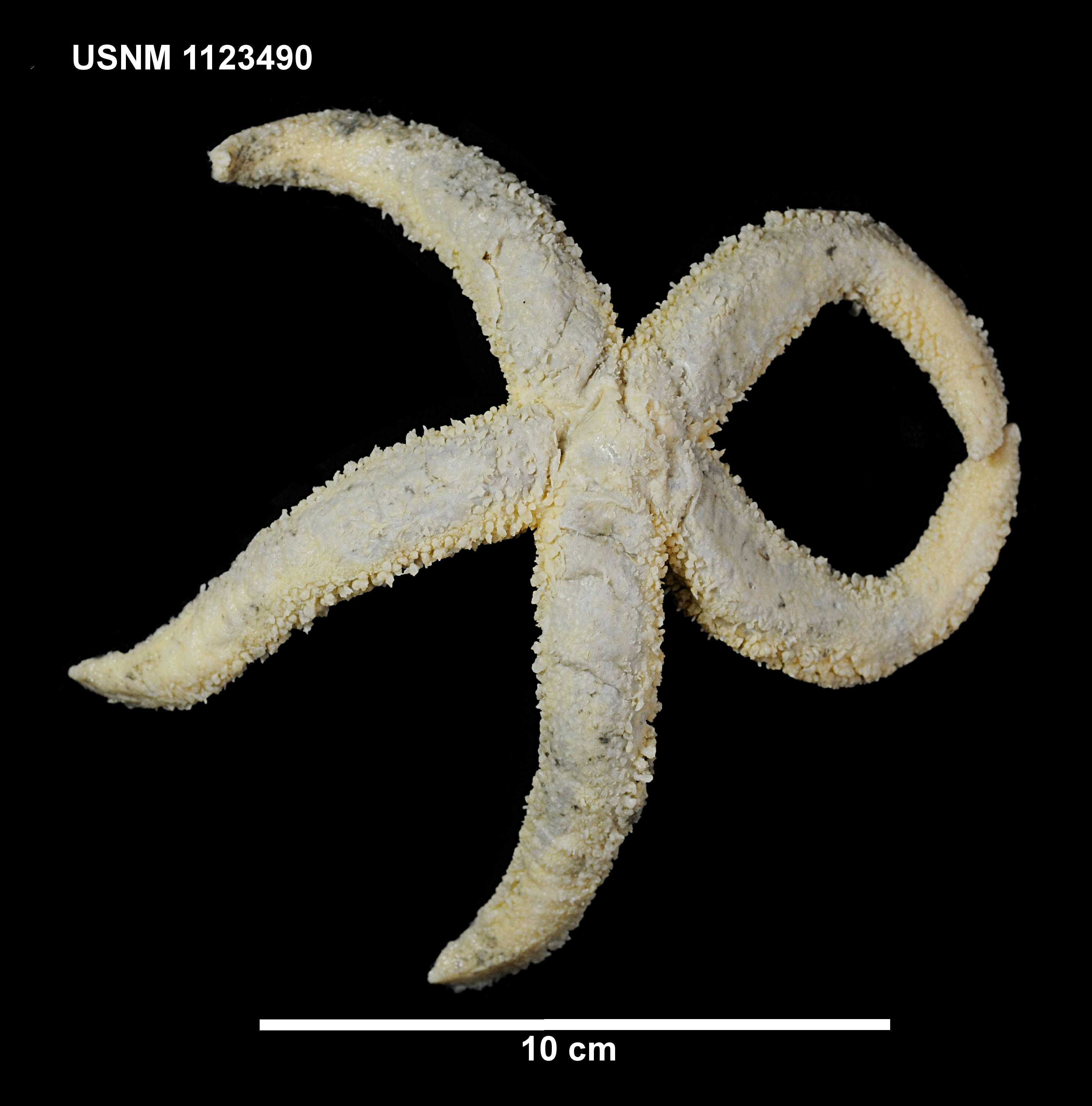
Lysasterias chirophora.
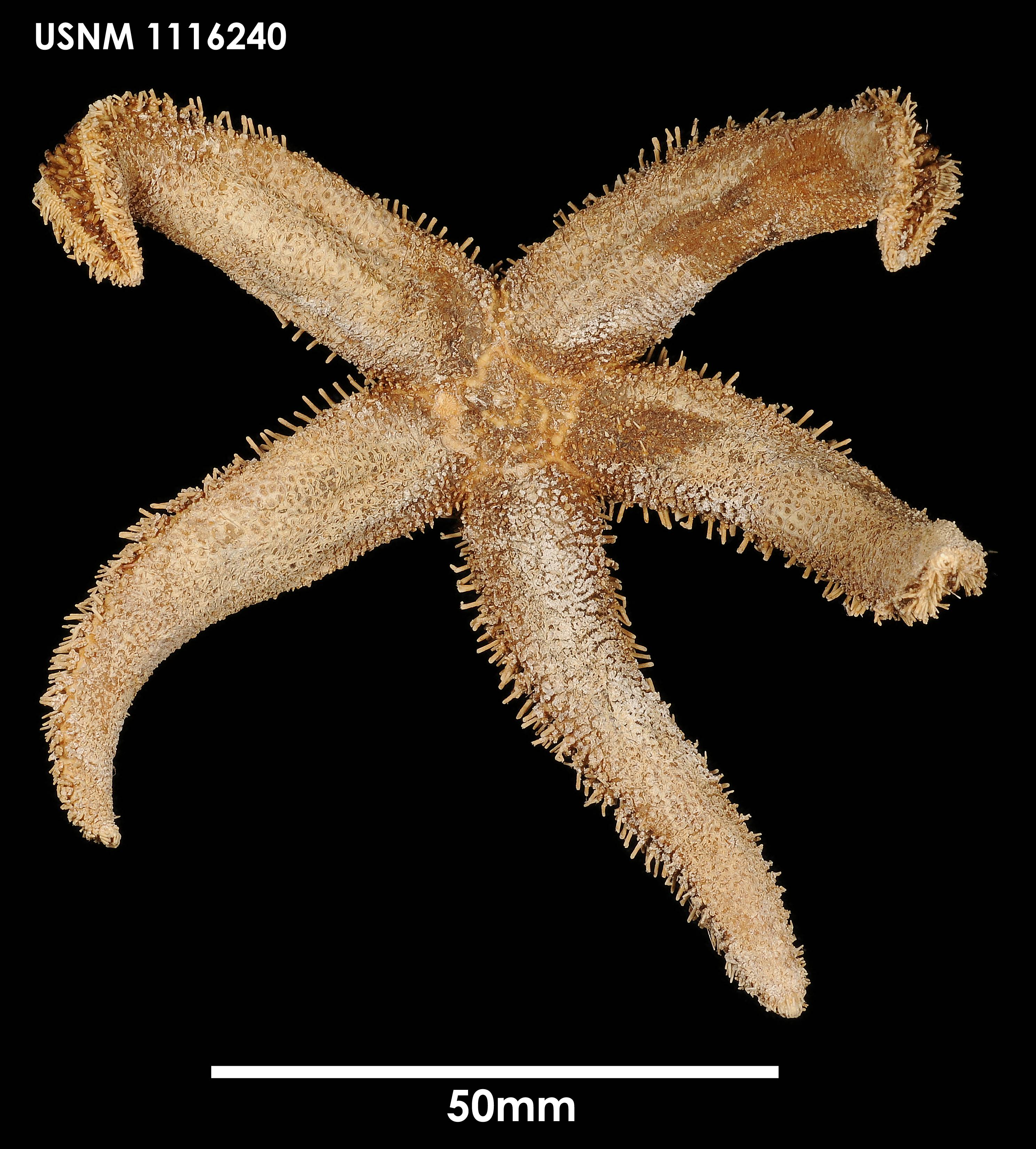
Lysasterias hemiora.
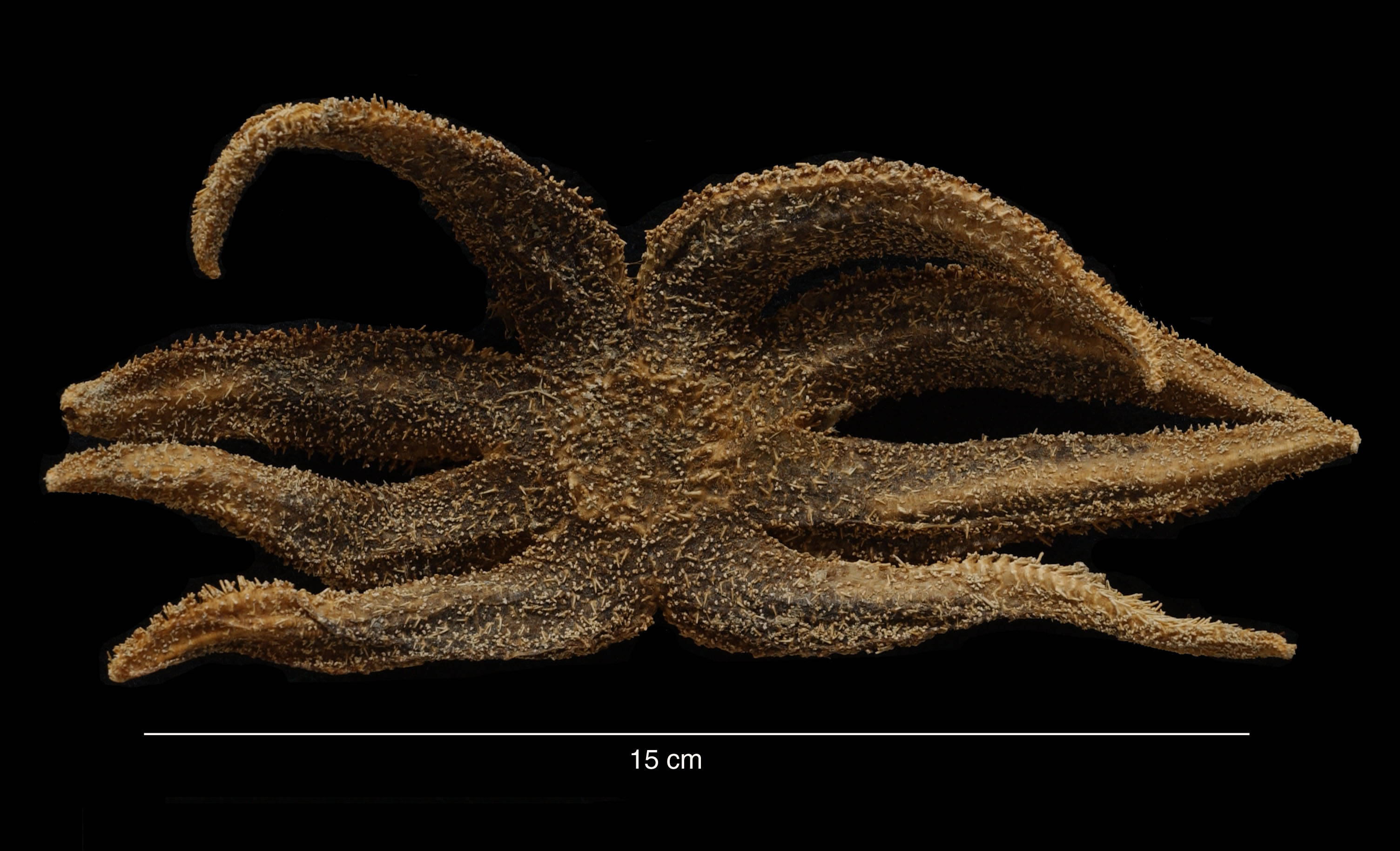
Lysasterias heteractis.
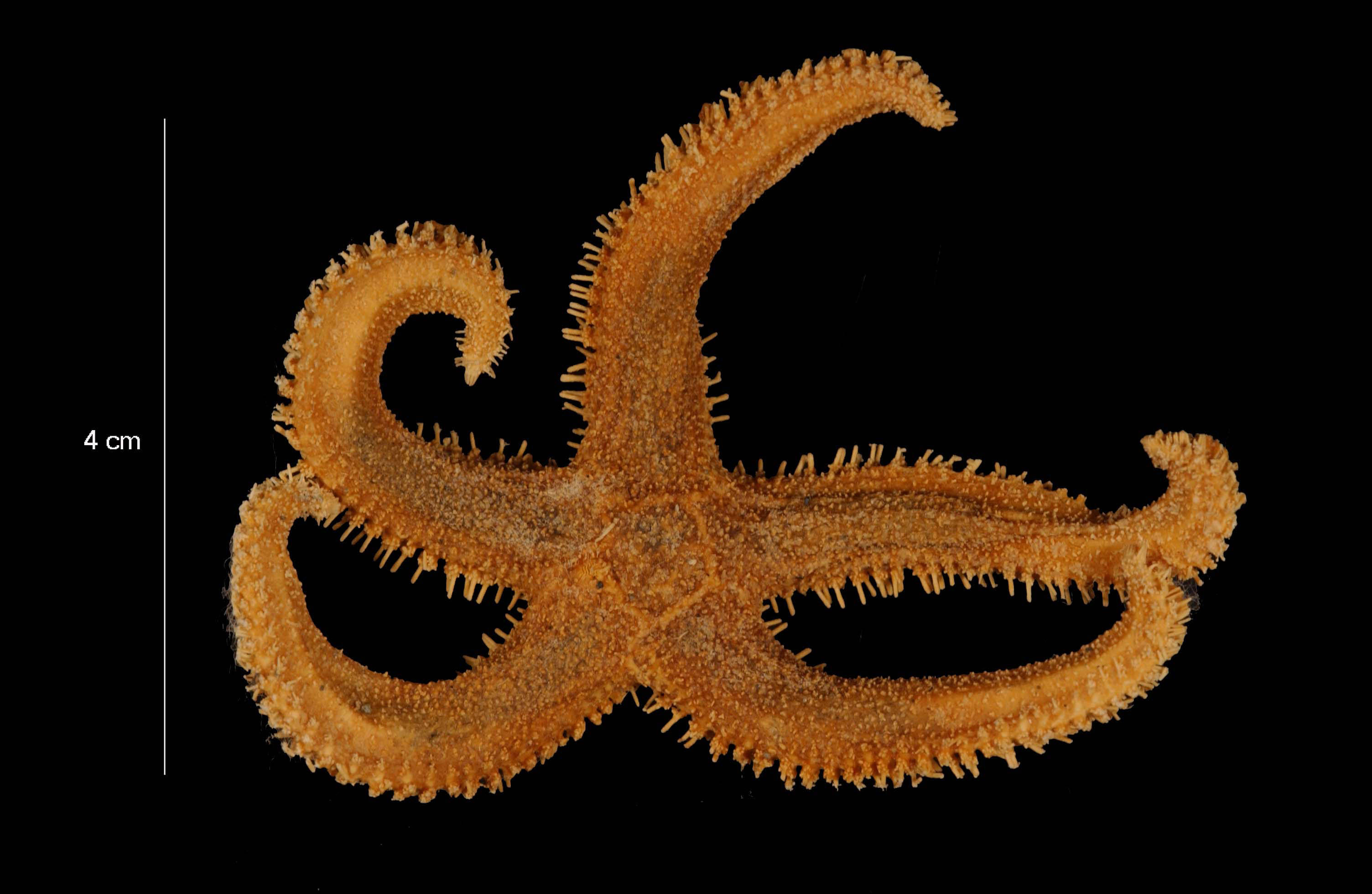
Lysasterias joffrei.
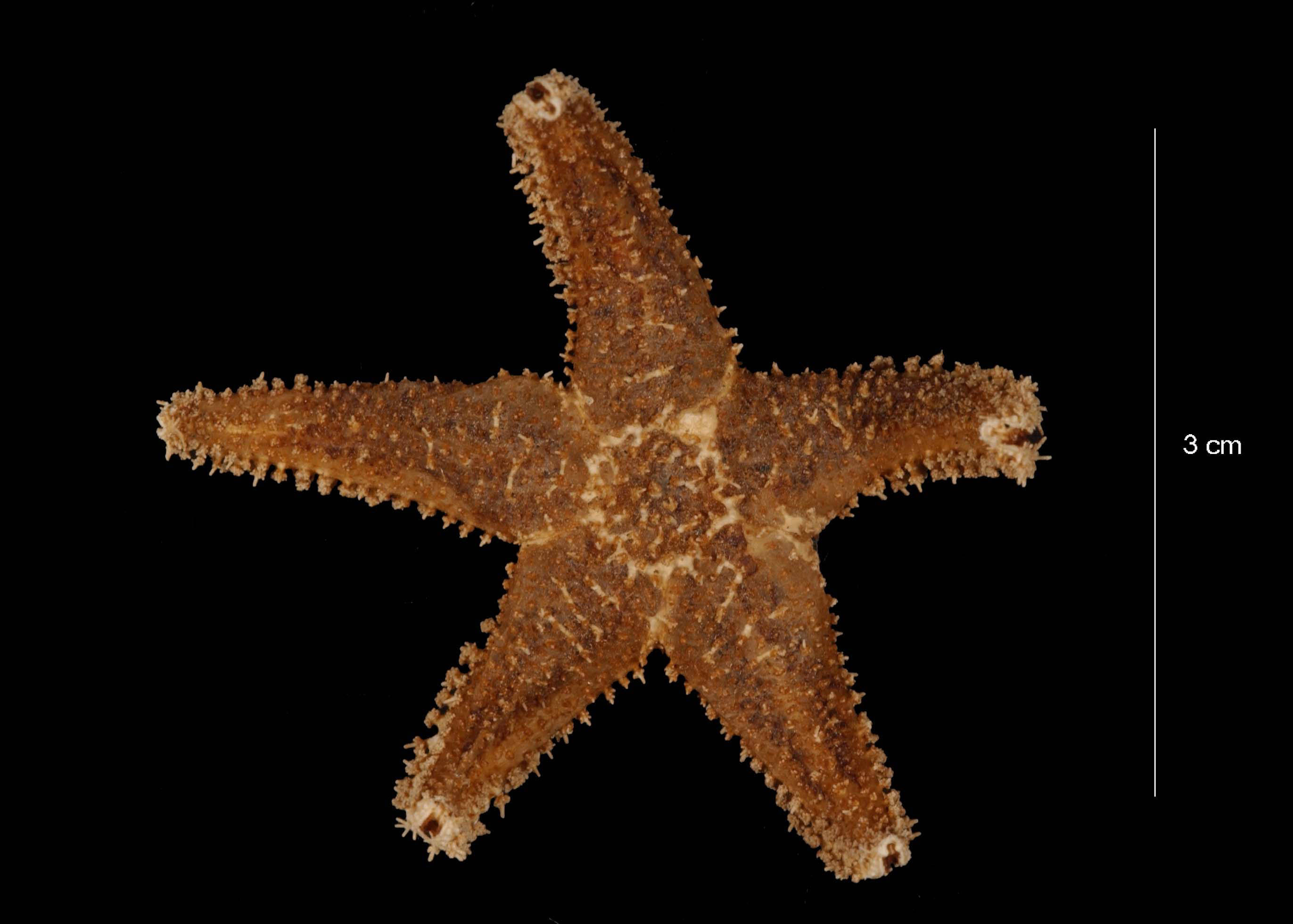
Lysasterias lactea.
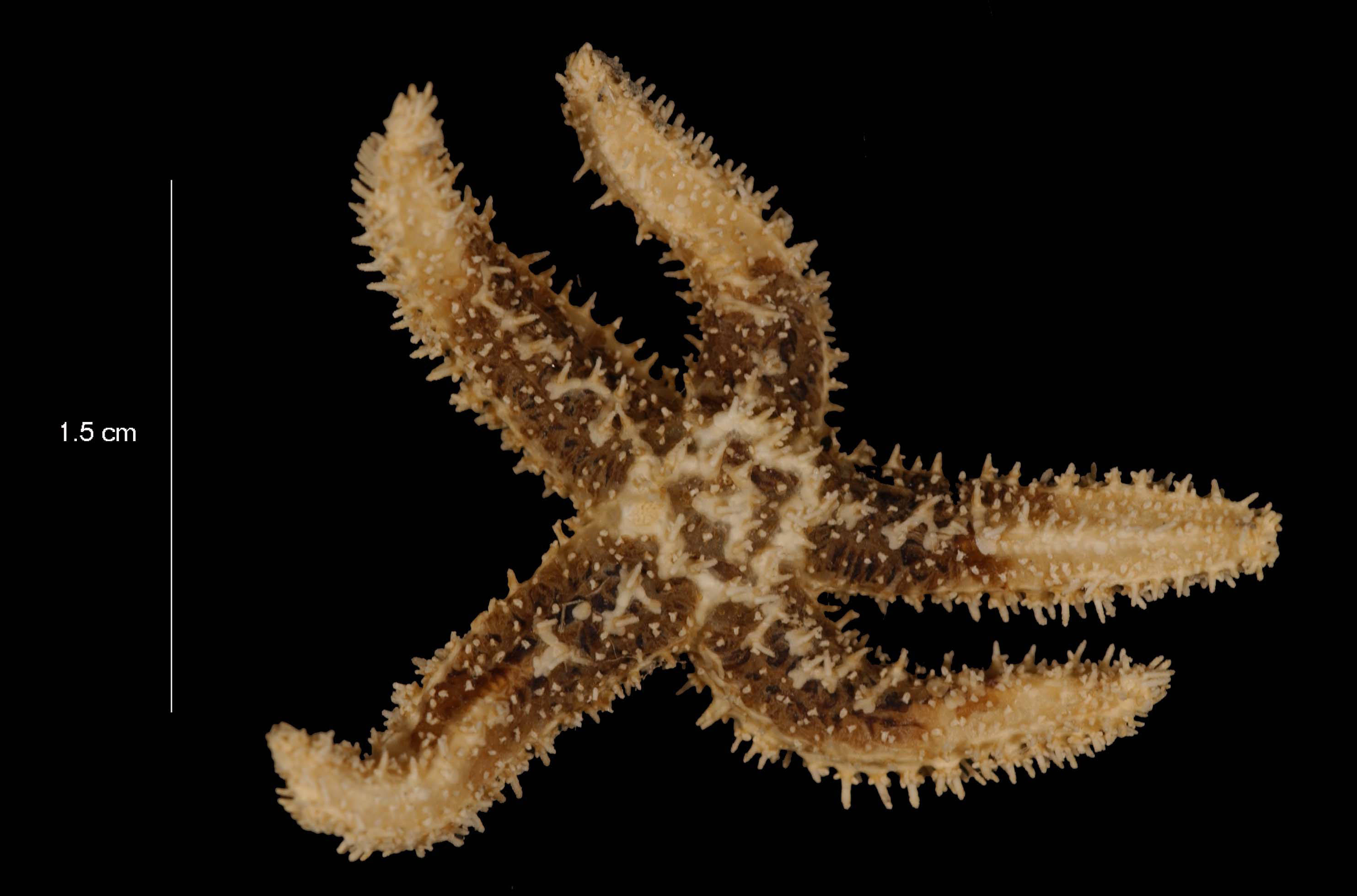
Lysasterias perrieri.